# Адвејта (корњача)
Адвејта (1750 — 22. март 2006) био је мужјак алдабранске џиновске корњаче којије живео у зоолошком врту у граду Колката у Индији. У време његове смрти је највероватније био најдуговечнија жива животиња на свету. Био је тежак 250 килограма. Јео је шаргарепе, зелену салату, хлеб, траве, соли и пшеничне мекиње. У тренутку смрти је имао 256 година.